# 姑苏特区
姑苏特区是越南广宁省下辖的一个特区，位于姑苏岛。

## 地理
姑苏县位于北部湾姑苏群岛。

## 历史
阮朝时，姑苏群岛名叫撞山岛（Chàng Sơn），隶属尧封县。撞山岛群分为西撞岛（今姑苏岛）、东撞岛（今青蓝岛）、蒲吉岛等，岛民以清朝人为主，阮朝在此设立向化里管辖清人。
法属时，姑苏群岛划归海宁省河桧州管辖。
1954年时，姑苏群岛全境隶属姑苏社，由芒街县管辖。后又划分为青邻社、姑苏社2社，由海宁省直辖。
1964年7月16日，姑苏群岛划归锦普县管辖。
1978年时，姑苏群岛人口为6740人。其中农业人口为545户、3200人，劳动力为1424人；渔业人口为548户、3141人，劳动力为1236人。因中越关系恶化，华人岛民大量逃离，回到中国。群岛人口只剩下10%。
1994年3月23日，锦普县更名为云屯县，同时以青邻社、姑苏社2社析置姑苏县。
1996年10月28日，海宁县陈岛划归姑苏县管辖。
1999年8月25日，姑苏社析置姑苏市镇，并改名为同进社。
2025年6月，姑苏县撤销，改制为與坊、社同级别的姑苏特区。

## 行政区划
在2025年改制前，姑苏县曾下辖1市镇2社，县莅姑苏市镇。
- 姑苏市镇（Thị trấn Cô Tô）
- 青邻社（Xã Thanh Lân）
- 同进社（Xã Đồng Tiến）